# バイシン (キプチャク人)
バイシン（? - 1315年）は、大元ウルスに仕えたキプチャク人。
『元史』などの漢文史料では拝降（bàijiàng）と表記される。

## 概要
バイシンの出自について、『元史』の列伝には「北庭人」であったと記されるが、キプチャク人の王であったクルスマン（「欽察国王」忽魯速蛮）と同じ出身地とする史料があることから、屠寄は『蒙兀児史記』においてバイシンの先祖がキプチャク人であったと考証している。バイシンの父のクドゥ（忽都）は武勇に優れた人物で、ケシクテイ（宿衛）を経て南宿州鎮将となり、蘄県を守った。後にクビライの指揮下に入り、70歳の高齢となっても戦場では先鋒を務め数十もの傷を負いながら数多の戦功を挙げた。クドゥは大名路清豊県に移住した後亡くなったが、この時バイシンは生後数カ月であり、母の徐氏に育てられて大名城中で学問を学び大成した。
至元11年（1274年）、丞相アジュによる襄陽攻めが始まると、その麾下に入って南宋軍との戦いに従事するようになった。南宋の平定後は功績により江浙省理問官とされている。
至元27年（1290年）、江西行尚書省都鎮撫の地位に移り、猺・獠を丞相マングタイとともに討伐した。至元29年（1292年）、慶元路治中の地位に移ったが、この年は飢饉が起こっていた。しかし慶元路は飢饉の状況を行省に正確に報告していなかったため、バイシンが行省に強く要請し粟4万石を発給させることで民を救ったという。
至元31年（1294年）、クビライが死去しオルジェイトゥ・カアン（成宗テムル）が即位したが、この頃両浙塩運司同知の范某が密かに賊と結託し民を害するという問題が生じていた。更に、范某が蘭渓州の葉一・王十四らの田を奪おうとしていたことが行省にまで伝わったことで審理のためバイシンが派遣され、バイシンは范某の非法を認めて刑罰に処し、捕らえられた葉一・王十四を釈放したという。大徳元年（1297年）、浙東廉訪副使の地位に移り、その後も工部侍郎、工部尚書に昇任している。
至大2年（1309年）、皇太子アユルバルワダ（後の仁宗ブヤント・カアン）が皇太后ダギとともに五台山に避暑した時には、バイシンが道路整備を行い一つの落とし物もないような状態に整えたという。この頃資国院使の地位を得たが、母の徐氏が亡くなり、喪に服すため杭州に移った。この頃は酒が禁じられていた時期であったが、クビライは特別に酒10甕を墓所に届けさせたという。徐氏はバイシンを厳しく教育して育てた人物であり、母を失ったバイシンは再び仕官することなく延祐2年（1315年）に死去した。